# Prolophosia petiolata
Prolophosia petiolata là một loài ruồi trong họ Tachinidae.